# Chay Shegog
Chay Shegog est une joueuse américaine de basket-ball, née le 22 février 1990 à San Diego (Californie).

## Biographie
Sa famille a vécu à Ewa Beach (Hawaï), puis s'est installée en Virginie avant qu'elle n'entre au lycée. Au lycée de Brooke Point, elle est nommée WBCA All-American en 2008 et aligne quinze points et sept rebonds pour accrocher la victoire lors du WBCA High School All-America Game. Au McDonald's All-American Game, elle inscrit six points, sept rebonds et deux interceptions pour l'équipe de l'Est. Elle détient les records de points (1 692), de rebonds, de contres (570) et de passes décisives (214) de son lycée.
Approchée par Duke et LSU, elle s'engage finalement avec les Tar Heels, où elle inscrit 1 313 points en quatre saisons. Pour son année freshman, elle marque 7,2 points, 4,4 rebonds et 1,2 contre, et débute 23 rencontres sur 29 en sophomore pour 8,9 points et 6,0 rebonds, puis 28  sur 36 avec 8,9 points à 51,3 %, 4,9 rebonds et 1,1 contre par match en junior.
Elle fait partie de la présélection nationale des 18 ans et moins en 2008. En 2009, elle fait de nouveau partie des joueuses éliminées de la sélection finale pour le Mondial des 19 ans et moins.
En 2012, elle est retenue en 21e choix de la draft par le Sun du Connecticut, mais n'y joue que trois rencontres pour trois points avant d'être coupée. Elle est la 18e joueuse de Chappel Hill draftée en WNBA.
Elle commence sa carrière à l'étranger en 2012 en Hongrie au Seat-Szese Győr. Après une dernière rencontre en Euroligue le 8 janvier (9 rencontres à 10,8 points par match avec une adresse de 54,5 % et 4,8 rebonds), elle signe le 11 janvier 2013 pour le club français de Toulouse. Pour son premier match, elle inscrit 22 points, 9 rebonds, 4 passes décisives. reconduite la saison suivante, elle est remerciée après quelques rencontres (8 points et 2,7 rebonds) et remplacée par la Canadienne Miranda Ayim. Fin novembre 2013, elle signe en Australie aux Adelaide Lightning.
Elle joue la saison 2014-2015 d'abord en Chine pour Sichuan puis en deuxième division turque pour Bursa (24,3 points et 12,0 rebonds) et s'engage pour 2015-2016 avec le club polonais de Sleza Wroclaw, huitième de la saison passée.

## Clubs
- ? - 2008:  Potomac High School
- 2008-2012:  Tar Heels de Caroline du Nord (NCAA)
- 2012-2013:  Seat-Szese Győr
- 2013-2014:  Toulouse Métropole Basket
- 2013-2014:  Adelaide Lightning
- 2013-2014:  Sichuan
- 2013-2014:  Bursa
- 2015-2016 :  Sleza Wroclaw

Championnat WNBA
- 2012 :  Sun du Connecticut

## Distinctions individuelles
- Atlantic Coast Conference All-Freshman Team (2009)
- All-Atlantic Coast Conference Second-team (2012[16])